# بئر أم تينة
بئر أم تينة أو بِئر العُمرانِي كانت من بين أهم الآبار الأثرية القديمة الموجودة في بلدة مقرن السابقة في مدينة الرياض بالمملكة العربية السعودية. وسميت البئر بأم تينة بسبب وجود شجرة تين ضخمة بجانبها. وقد ورد ذكر البئر بشكل متكرر في العديد من القصائد والوثائق التاريخية التي تعود للفترة ما بين القرنين الثامن عشر والتاسع عشر.

## التاريخ
قامت مدينة الرياض الحالية بالمملكة العربية السعودية على أنقاض بلدة مقرن القديمة التي امتدت من حدود منطقة وادي الوتر في البطحاء شرقًا وحتى حدود مناطق المشيقيق والعجلية وبلدة حجر اليمامة القديمة غربًا، ومن حدود بلدة معكال جنوبًا إلى حدود منطقة ظهار الوشام في الشمال. ورد ذكرها في قصائد نبطية ووثائق تاريخية تعود إلى القرن العاشر الهجري. قد كانت مقرن واحدة من أشهر المراكز العلمية في منطقة نجد، ولاسيما خلال القرن العاشر الهجري والقرن الحادي عشر الهجري. كانت وثيقة الكبيشية الخاصة بالأميرة جليلة بنت الأمير عبدالمحسن بن سعيد الدرعي الحنفي من بين الوثائق القديمة التي عُثر عليها في منطقة مقرن، وهي وثيقة يعود تاريخها للفترة ما بين أواخر القرن التاسع وبدايات القرن العاشر الهجري، وقد أشارت الوثيقة إلى منطقة أم تينة والبئر المجاورة لها، والتي تعرف أيضًا باسم بئر العمراني نسبة إلى عائلة آل عمران من قبيلة بني حنيفة، وهي واحدة من أشهر وأقدم العائلات في الرياض. كانت البئر القديمة واحدة من أهم معالم منطقة حجر اليمامة قبل تسميتها باسم مقرن في القرن العاشر الهجري، شهدت المزارع المحيطة بمنطقة أم تينة وبئر العمراني عمليات إزالة متتالية، كان أبرزها ما تم في عام 1396هـ بهدف توسعة الشارع الرئيسي ضمن مشروع طريق الملك فهد، والذي بدأ عام 1406هـ وافتتح في عام 1410هـ..